# 沐胶县

沐膠县

沐膠县（英語：Mukah District）是砂拉越沐膠省下辖的其中一个县，人口约4.1万（2010年人口普查）。

## 历史
早在1911年布鲁克王朝时期，沐膠县就已经存在了，是下辖于第三省。当时是县长是亨利·赫伯特·科尔脱里德（Henry Herbert Kortright）。当在2002年3月1日沐膠省正式成立时，沐膠县便归沐膠省管理。同时有一部分的沐膠县及万年烟副县版图便转移至实兰沟县。沐膠县管辖地区从5,020平方公里减缩至2,536平方公里。

## 行政区划
沐膠县总面积2,536.00平方公里，下辖万年烟副县（Balingian Sub-District）。
| 沐膠省 | 县   | 县     | 面积（平方公里） | 面积（平方公里） | 人口（2010年数据） | 人口（2010年数据） |
| ------ | ---- | ------ | ---------------- | ---------------- | ------------------ | ------------------ |
| 沐膠省 | 沐膠 | 沐膠   | 1,366.00         | 2,536.00         | 32,429             | 41,481             |
| 沐膠省 | 沐膠 | 万年烟 | 1,170.00         | 2,536.00         | 9,052              | 41,481             |